# Desayuno Escolar
Desayuno Escolar es un edificio de estilo ecléctico, ubicado en la comuna chilena de Lota, en la Provincia de Concepción, considerado desde 2012 Monumento nacional de Chile, en la categoría de Monumento Histórico.
Fue construido por el arquitecto Wilfredo Geisse Vidal , y destaca particularmente por sus elementos americanistas y art déco.
La edificación fue en su tiempo donada a la ciudad por Carlos Cousiño Goyenechea, con el objetivo de dar desayuno diario a doscientos niños lotinos de escasos recursos y así también para que fuera una carga menos para sus madres .